# Phyllotheca
El género Phyllotheca, definido en 1828, cuando Brongniart describió la Especie tipo Phyllotheca australis proviene de Hawkesbury River, Australia. plantas sin semillas y vasculares.

## Especies
- P. australis: descrito por primera vez por Brongniart procedente de Australia.
- P. brevifolia: Descrito por Roesler, Iannuzzi y Boardman. Se encuentra en el geoparque  Paleorrota en Morro Papaleo, Mariana Pimentel, Brasil. El área se encuentra en la Formación Río Bonito data de Sakmariense en el Pérmico.
- P. indica: Descrito por Towrow en 1955. Siendo de la India.
- P. longifolia: Descrito por Roesler y Iannuzzi. Se encuentra en el geoparque  Paleorrota en Morro Papaleo, Mariana Pimentel, Brasil. El área se encuentra en la Formación Río Bonito data de Sakmariense en el Pérmico.[2]